# Daiki Kamikawa
Daiki Kamikawa (en japonés: 上川 大樹, Kamikawa Daiki, Yamaguchi, 9 de noviembre de 1989) es un deportista japonés que compitió en judo. Ganó una medalla de oro en el Campeonato Mundial de Judo de 2010, y una medalla de bronce en los Juegos Asiáticos de 2010.

## Palmarés internacional
| Campeonato Mundial | Campeonato Mundial | Campeonato Mundial | Campeonato Mundial |
| Año                | Lugar              | Medalla            | Categoría          |
| ------------------ | ------------------ | ------------------ | ------------------ |
| 2010               | Tokio (Japón)      | Medalla de oro     | Abierta            |
| Juegos Asiáticos   |                    |                    |                    |
| Año                | Lugar              | Medalla            | Categoría          |
| 2010               | Cantón (China)     | Medalla de bronce  | +100 kg            |